# سيدي بازار
سيدي بازار (بالفارسية: سیدی بازار) هي قرية تقع في البلدة المركزية في إيران. يقدر عدد سكانها بـ 217 نسمة بحسب إحصاء 2016.